# Andrés González Cordero
Andrés González Cardero (Burgos, 2 de marzo de 1988), futbolista español. Mide 1,80m y pesa 70 kg, su demarcación es de Lateral derecho y actualmente desde el 1 de febrero de 2021 juega en el Burgos CF Promesas de la Tercera división de España tras rescindir con el CD Guijuelo de la Segunda División B de España el 29 de diciembre de 2020.

## Trayectoria
Sus inicios en etapa alevín se fraguaron en el UDG Río Vena, donde quedó campeón en todas las categorías en las que compitió: infantil, cadete y juvenil. En esta última compitió en la División de Honor. Después de su paso por juveniles en división de Honor, en la temporada 2007-2008 fichó por el Burgos CF B de la tercera División pero lo llamaron para hacer la pretemporada con el primer equipo en Segunda B, convenciendo al entrenador y quedándose en esa categoría. Ese año Andrés llegó a disputar 30 partidos de liga en Segunda división B y 2 de Copa del Rey. Ese año el equipo descendió a Tercera división. Andrés continuó en el Burgos CF jugando en esa categoría, llegando a jugar el play off de ascenso a Segunda B, aunque no lo consiguieron.
Pero Andrés despuntó tanto que llamó la atención de la SD Eibar, equipo recién descendido a segunda división B, que tenía el objetivo de ascender a segunda división, y pese a que consiguió clasificarse para el play-off de ascenso, no consiguió el ascenso, pero Andrés se convirtió en uno de los mejores laterales de Segunda división B, lloviéndole las ofertas para la nueva temporada, aceptando la de la UD Salamanca, que militaba en la segunda división, y que se hizo con sus servicios pagando los 12 000€ de su cláusula de rescisión.
Finalizada la temporada 2011-12 firmó por el filial del Racing de Santander de Segunda División B en el que permanece una temporada antes de volver al equipo de su ciudad, el Burgos CF donde es el lateral derecho titular y uno de los capitanes del equipo blanquinegro. Finalizada la temporada 2019-20 no renueva contrato con el Burgos CF quedando libre para poder fichar por otro equipo.
El 22 de junio de 2020 firma por el Club Deportivo Guijuelo de Segunda División B hasta el 30 de junio de 2022.
El 29 de diciembre de 2020 rescinde el contrato con el Club Deportivo Guijuelo tras jugar apenas 53 minutos en 3 partidos, todos ellos como suplente.
El 1 de febrero y tras no jugar en Club Deportivo Guijuelo lo esperado, se incorpora a las filas del Burgos CF Promesas de Tercera división Grupo 8B.

## Clubes
| Club                              | País   | Año        |
| --------------------------------- | ------ | ---------- |
| Río Vena                          | España | 1999-2007  |
| Burgos CF                         | España | 2007- 2009 |
| SD Eibar                          | España | 2009- 2010 |
| UD Salamanca                      | España | 2010-2012  |
| Real Racing Club de Santander "B" | España | 2012- 2013 |
| Burgos CF                         | España | 2013- 2020 |
| CD Guijuelo                       | España | 2020       |
| Burgos CF Promesas                | España | 2021       |